# 土師磐毘
土師 磐毘（はじ の いわび、生没年不明）は、古墳時代の豪族。